# Phare de Punta Tagliamento
Le phare de Punta Tagliamento (en italien : Faro di Punta Tagliamento) est un phare situé à Bibione, une frazione de San Michele al Tagliamento (ville métropolitaine de Venise en Italie), dans la région de Vénétie. Il est géré par la Marina Militare.

## Histoire
Le phare est situé sur une plage protégée par plusieurs digues le protégeant de l'érosion. Il a été construit en 1913 du côté vénitien de l'embouchure de la rivière Tagliamento, qui à cette époque était la frontière nord du royaume d'Italie. En 1917, le phare fut détruit par un bombardement pendant la Première Guerre mondiale mais il fut reconstruit. En 1952, il a été électrifié et en 1973 il fut complètement automatisé.
Les bâtiments ont été entièrement restauré en juin 2015 qui seront utilisés en partie pour accueillir un musée, des événements culturels et célébrer des mariages.

## Description
Le phare  est une tour cylindrique en béton de 21 m de haut, avec galerie et lanterne attenante à une maison de gardien de deux étages. Le bâtiment est en béton blanc non peint et la lanterne est gris métallique. Il émet, à une hauteur focale de 22 m, trois éclats blancs toutes les 10 secondes. Sa portée est de 15 milles nautiques (environ 28 km) pour le feu principal et 11 milles nautiques (environ 20 km) pour le feu de veille.
Identifiant : ARLHS : ITA-148 ; EF-4288 - Amirauté : E2518 - NGA : 11572 .

## Caractéristiques dufeu maritime
Fréquence : 10s (W-W-W)
- Lumière : 1 seconde
- Obscurité : 1 seconde
- Lumière : 1 seconde
- Obscurité : 1 seconde
- Lumière : 1 seconde
- Obscurité : 5 secondes

|          |
| Le phare |

|          |
| Le phare |

### Lien connexe
- Liste des phares de l'Italie